# NGC 531
NGC 531 este o galaxie lenticulară, posibil spirală, situată în constelația Andromeda. A fost descoperită în 16 octombrie 1855 de către R. J. Mitchell.